# 藤村和男
藤村 和男（ふじむら かずお、1936年 - ）は、日本の教育学者。財団法人 教科書研究センター研究部長。

## 来歴
宮城県気仙沼市上鹿折出身。小学4年生のときに茨城県日立市から疎開。宮城県気仙沼高等学校を経て、1960年東京大学教育学部教育学科（教育史・教育哲学専攻）、1961年東京大学教育学部教育行政学科（教育行政専攻）卒業。
1996年から2002年まで（財）教科書研究センター研究部長を務める。

## 著書
- 『新しいメディアに対応した教科書・教材に関する調査研究』(平成8～11年度）各1997、98、99、2000年
- 『学校教育における教科書の体様とその教育効果に関する調査研究』2000年
- 『これからの教科書における体様及び新しいメディアへの対応のあり方』2000年
- 『諸外国における教科書制度及び教科書事情に関する調査研究報告書』2000年
- 『教科書の耐久度についての調査-調査結果報告書』2000年
- 『東南アジア諸国の教科書事情及び初等学校における外国語教育に関する調査研究』2003年
- 『小・中学校の教科書の読みやすさ・わかりやすさに関する調査研究』2004年

### 共編著
- 『社会教育の基礎』共著 実務教育出版 1988年
- 『生涯学習社会の青年の家』共編 1991年